# 布恩加斯
6°44′S 15°54′E / 6.733°S 15.900°E
布恩加斯（葡萄牙語：Buengas），是安哥拉的城鎮，位於該國西北部，由威熱省負責管轄，南鄰桑扎蓬博，面積2,875平方公里，2011年人口88,403，人口密度每平方公里31人。